# Mohammad Reza Golzar
Mohammad Reza Golzar (ur. 28 marca 1975 w Teheranie) – irański aktor i muzyk.

## Filmografia
- 2000 Sam-o Nargess
- 2001 Zamaneh
- 2002 Bala-ye Shaher, Payeen-e Shahr
- 2002 Shaam-e Akhar
- 2003 Zahr-e Asal
- 2003 Boutique
- 2004 Cheshman-e Siah
- 2005 Gol-e Yakh
- 2006 Taleh
- 2006 Atash Bas
- 2006 Sham-e Aroosi
- 2007 Kalagh Par
- 2007 Tofigh-e Ejbari
- 2008 Majnoon-e Leili
- 2008 2 Khahar
- 2009 Demeocrasy Too Ruze Roshan
- 2011 Shish-o-Besh
- 2011 Dar Emtedad-e Shahr